# Aachener Revier

Bahnlinien, Bergwerke und Besitzverhältnisse der Gewerkschaften im Aachener Revier, um 1937

Das Aachener Revier ist der nordöstliche Teil des limburgischen Kohlereviers, das sich von Belgien über die Niederlande bis in die Täler von Wurm und Inde nach Deutschland erstreckt. Andere Namen sind – je nach Sichtweise – Aachen-Hückelhovener Revier (wegen der geografischen Ausdehnung) oder Aachen-Eschweiler Revier (wegen des EBV).

## Geologische Grundlagen
Die Steinkohlevorkommen der Aachener Region werden durch den von Süd-West nach Nord-Ost verlaufenden Aachener Sattel getrennt. Im Norden liegen die Kohlefelder in der Wurmniederung und erstrecken sich auf deutscher Seite östlich bis Aldenhoven. Unter der Indeniederung befinden sich die südlichen Lagerstätten. Quer zum Aachener Sattel verlaufen vier tektonische Störungen: Von West nach Ost sind dies der Richtericher Sprung bei Aachen, Feldbiss, Sandgewand zwischen Alsdorf und Eschweiler sowie der Frauenrather Sprung bei Aldenhoven. Die nördlich der Rur gelegenen Vorkommen erstrecken sich bis in das Meinweg- und Schwalm-Nette Gebiet.

## Geschichte des Steinkohleabbaus im Aachener Revier

### Anfänge im Mittelalter
Die Ursprünge des Steinkohleabbaus im Revier liegen in den Flusstälern von Inde und Wurm, welche die Flöze anschnitten. Das Aachener Revier gilt als das älteste Steinkohlenrevier Europas, da sich in Kohlscheid und in den Urkunden des Klosters Rolduc in Kerkrade (NL) schon Belege von 1113 und aus dem 13. Jahrhundert finden. Die erste urkundliche Erwähnung des Eschweiler Kohlbergs, die auf Kohleabbau schließen lässt, stammt aus dem Jahr 1394 als „Koylberg zu Eschwylre“. Ferner finden sich erste Zeichen für den Gebrauch von Kohle schon bei Kelten und Römern wie beispielsweise bei der Propsteier Villa und im Korkus.

### Zeitalter der Industrialisierung

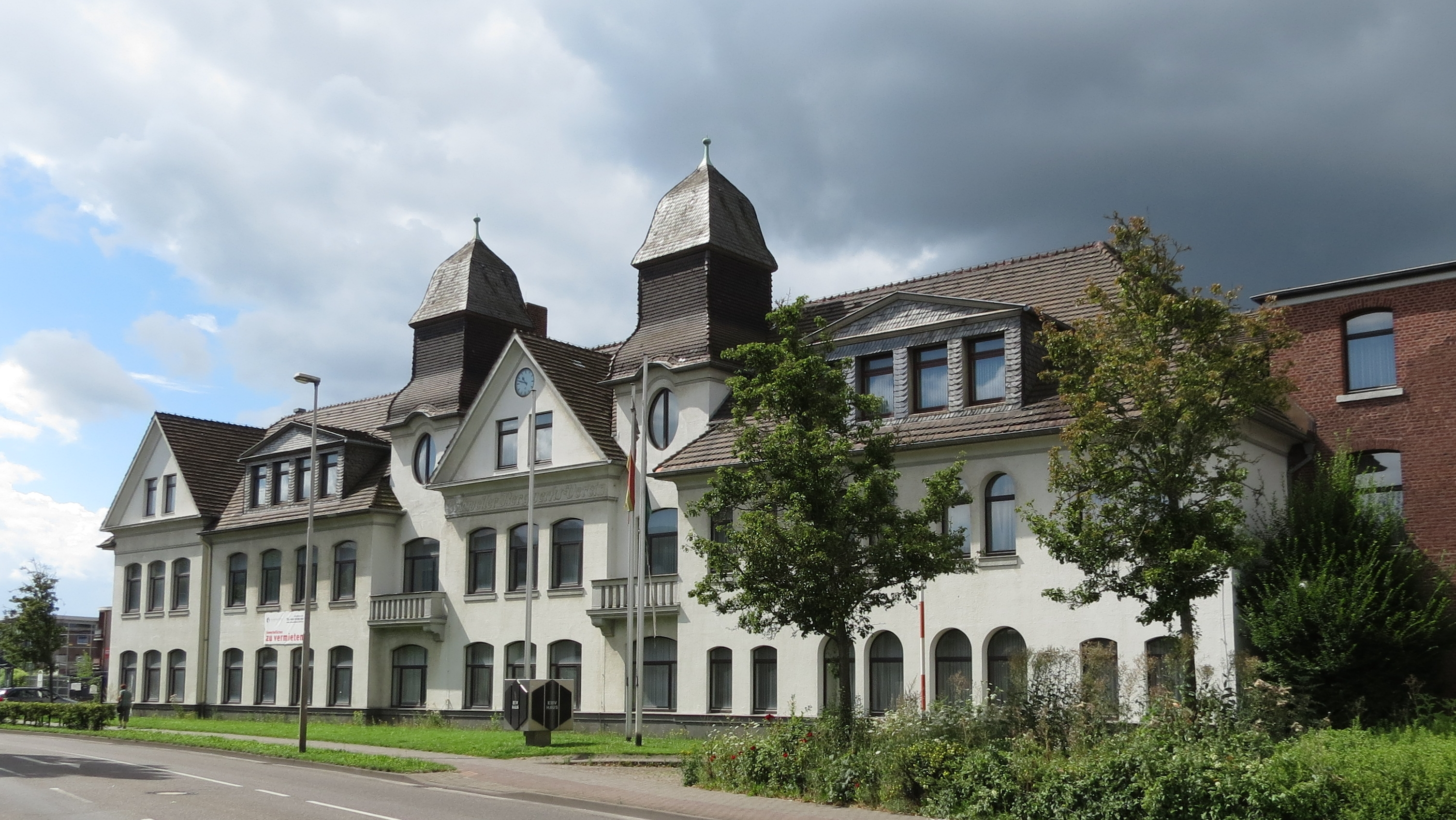
Ehemaliger Hauptsitz Eschweiler Bergwerksverein

1841 wurde die Eisenbahnverbindung Köln-Aachen der Rheinischen Eisenbahn-Gesellschaft fertiggestellt und 1853 die Bahnstrecke Aachen–Mönchengladbach eröffnet. Damit boten sich neue Absatzwege für die Kohle des Reviers über die Rheinhäfen Neuss und Köln. Zugleich stand die Produktion aber auch in Konkurrenz zur Steinkohle des Ruhrgebiets und der Kohle des Lütticher Raumes.
Die Zahl der im Lauf der Jahrhunderte betriebenen Gruben ist nicht genau festzustellen. Im 19. Jahrhundert konzentrierten sich die Besitzverhältnisse zunehmend in der Hand weniger Bergwerksvereine und Aktiengesellschaften. Die führende Rolle spielte dabei der 1834 von Christine Englerth gegründete Eschweiler Bergwerksverein (EBV). Dieser war auch Hauptaktionär des 1842 gegründeten „Pannesheider Bergwerksvereins“. Dieser wiederum verschmolz bis 1858 mit der 1836 gegründeten „Vereinigungsgesellschaft für Steinkohlenbau im Wurmrevier“, sodass der EBV auch hier zunehmend Einfluss gewann und schließlich 1907 mit der Vereinigungs-Gesellschaft fusionierte. Daneben förderten als neue Konkurrenten im Revier seit 1914 die Zeche Sophia-Jacoba an der Rur Steinkohle und 1919 nahm die Grube Carolus Magnus in Übach-Palenberg die Förderung auf. Die 1921 ihren Betrieb aufnehmende Grube Carl Alexander in Baesweiler wurde 1965 vom Eschweiler Bergwerksverein übernommen.
1930 geschah das Grubenunglück von Alsdorf, das 271 Todesopfer forderte. Während des Zweiten Weltkrieges starben schätzungsweise 850 Zwangsarbeiter im Aachener Revier.

### Stilllegungen und Ende der Kohleförderung im Aachener Revier
Der Abbau endete 1997 mit der Schließung des nördlichsten Bergwerks, der Grube Sophia-Jacoba in Hückelhoven. Heute erinnern noch die zahlreichen Bergehalden, Zechensiedlungen, Verwaltungsgebäude, Wassertürme sowie die noch erhaltenen Fördertürme der Zechen Anna und Sophia-Jacoba an den jahrhundertelangen Bergbau in der Region. Gelegentlich müssen auch noch bei der Erschließung neuer Baugelände unter der Oberfläche liegende Schächte verfüllt werden. Einzelne Zeugnisse der Bergbaugeschichte sind als industriegeschichtliche Museen hergerichtet worden. So finden sich entsprechende Museen in Aldenhoven, Alsdorf und Hückelhoven sowie in den Niederlanden in Kerkrade und Heerlen. Landmarken wie die Millicher Halde oder die Halde der Grube Carl Alexander wurden als Naherholungsgebiete von der Bergaufsicht freigegeben und sind mit Aussichtsplattformen versehen Teil einer grenzüberschreitenden Haldenroute („Route de terrils“) der Euregionale 2008.

## Steinkohlegruben (Aachener Revier/Limburgisches Revier)

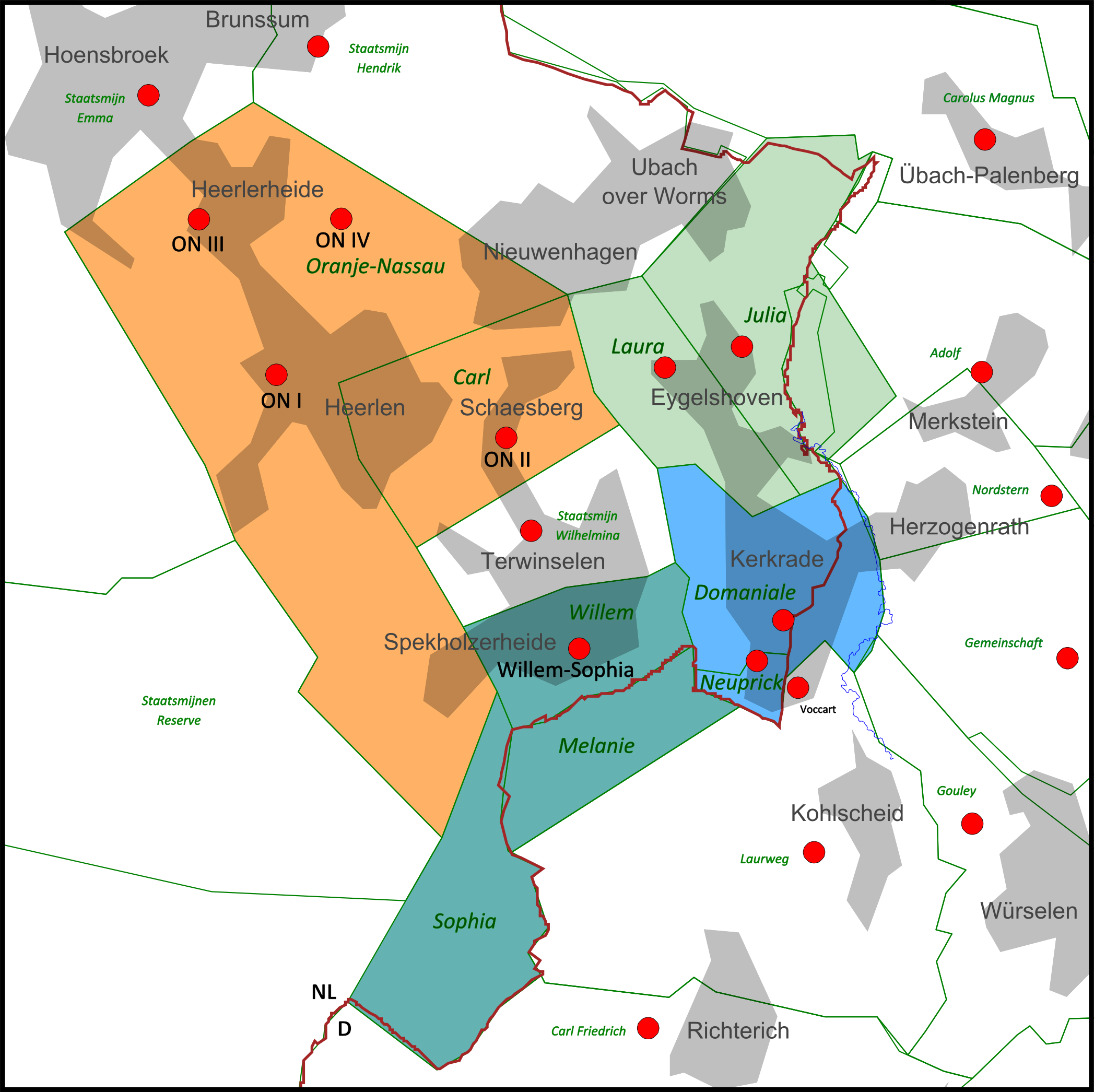
Konzessionen Limburger Revier

In der Region Aachen wird unterschieden in Inderevier, Wurmrevier und den Raum Hückelhoven. Geologisch damit verbunden sind die Flöze jenseits der Landesgrenze auf niederländischem Gebiet in der Provinz Limburg, die seit dem 19. Jahrhundert dem „limburgischen Revier“ zugeordnet werden und oftmals unterirdisch beiderseits der Grenzen verlaufen. Die Region um Kerkrade, Heerlen, Hoensbroek, Brunssum, Eygelshoven und Schaesberg, auch „Oostelijke Mijnstreek“ genannt, war das Zentrum der niederländischen Steinkohlegewinnung mit folgenden Bergwerken (Mijn) und insgesamt 33 Schächten:
- 1815–1969, Domaniale Mijn, Kerkrade, 6 Schächte
- 1838–1904, Neuprick, Kerkrade, 1 Schacht
- 1902–1970, Wilhelm-Sophia Mijn, DSM, Spekholzerheide, Kerkrade, 5 Schächte
- 1906–1969, Staatsmine Wilhelmina, Terwinselen, Kerkrade, 2 Schächte
- 1899–1974, Oranje Nassau Mijn I, Heerlen, 3 Schächte
- 1904–1971, Oranje Nassau Mijn II, Schaesberg, 2 Schächte
- 1917–1973, Oranje Nassau Mijn III, Heerlenerheide, 1 Schacht
- 1927–1966, Oranje Nassau Mijn IV, Heerlen, 1 Schacht
- 1911–1973, Staatsmijn Emma, DSM, Hoensbroek, 4 Schächte
- 1915–1963, Staatsmijn Hendrik, DSM, Brunssum, 4 Schächte
- 1905–1968, Laura Mijn, Eygelshoven, 2 Schächte
- 1926–1974, Julia Mijn, Eygelshoven, 2 Schächte
- 1954–1962, Staatsmijn Beatrix, Herkenbosch

## Braunkohle im Aachener Revier
Die Braunkohletagebaue im Städtedreieck Düren/Eschweiler/Jülich markieren den westlichen Teil des Rheinischen Braunkohlereviers und lösten sukzessiv die geschlossenen Untertagegruben ab, zählen aber verwaltungstechnisch nicht zum Aachener Revier, das historisch einen reinen Steinkohlenverbund darstellt.